# Arctia astramenisca
Arctia astramenisca là một loài bướm đêm thuộc phân họ Arctiinae, họ Erebidae.